# Marut Dokmalipa
Marut Dokmalipa (thailändisch มารุต ดอกมะลิป่า, * 16. April 1983) ist ein thailändischer Fußballspieler.

## Karriere
Marut Dokmalipa spielte bis Mitte 2018 beim Navy FC in Sattahip in der Provinz Chonburi. Wo er vorher gespielt hat, ist unbekannt. Die Navy spielte in der höchsten Liga des Landes, der Thai Premier League. Für die Navy absolvierte er 33 Erstligaspiele. Seit Mitte 2018 ist er vertrags- und vereinslos.